# Stanisław Neuhaus
Stanisław Gienrichowicz Neuhaus (ros. Станислав Генрихович Нейгауз; ur. 21 marca 1927 w Moskwie, zm. 24 stycznia 1980 w Pieriediełkinie) – rosyjski pianista i pedagog.

## Życiorys
Neuhaus urodził się w Moskwie. Był młodszym synem pianisty i słynnego pedagoga Konserwatorium Moskiewskiego, Heinricha Neuhausa i jego pierwszej żony, Zinaidy (po rozwodzie, druga żona Borisa Pasternaka). Uczył się początkowo u swego ojca od 1953 do 1957, a następnie był jednym z jego trzech asystentów, włącznie z Lewem Naumowem i Jewgienim Malininem. Pochowany na Cmentarzu Nowodziewiczym w Moskwie.
Syn Stanisława Neuhausa, Stanisław Bunin, jest także wybitnym pianistą. Rosyjski Konkurs Fortepianowy im. Stanisława Neuhausa jest jego upamiętnieniem. Uczniami Neuhausa byli m.in. Brigitte Engerer (1952-2012) i Neal Larrabee.